# Lassie in Not
Lassie in Not ist ein US-amerikanischer Spielfilm aus dem Jahr 1949. Hauptfigur des Films ist der Langhaarcollie Lassie. Der Film beruht auf dem Roman Greyfriars Bobby von Eleanor Stackhouse Atkinson. Der Roman wiederum stellt den wahren Fall des Skye Terriers Greyfriars Bobby dar, der 14 Jahre lang am Grab seines Herrchens auf dem Kirchhof der Greyfriars Kirk in Edinburgh wachte.

## Handlung
Im Jahre 1860 läuft im schottischen Edinburgh vor dem Obersten Gericht ein Gerichtsverfahren um die Colliedame Lassie. John Traill erzählt vor Gericht die Geschichte des Hundes:
Jock Gray nimmt sich auf dem Gemüsemarkt eines herrenlosen Collieweibchens an. Während die Hundedame, die er Lassie nennt, heranwächst, bringt er ihr das Schafehüten bei. Kurz bevor er Edinburgh gen Norden verlassen will, vertraut er Lassie seinem Freund MacFarland an, damit sie auf seiner Farm unterkommt, doch kehrt Lassie prompt zu ihm zurück. John Traill, der Wirt von Jocks Stammgasthaus, rät ihm, Lassie mitzunehmen. Kurz nach seinem Aufbruch wird Jock von zwei Dieben überfallen. Er kommt mit Lassie in einem Gasthaus unter, in dem er am nächsten Morgen an einem Gehirnschlag stirbt. Die trauernde Lassie setzt sich an Jocks Grab und besucht dessen Stammgaststätte. Nachdem Lassie verschwindet und vom Friedhofsaufseher wiedergefunden wird, bringt John sie zu MacFarland, da herrenlose Hunde, für die die Lizenz von 12 Schilling nicht bezahlt wird, nach schottischem Gesetz eingeschläfert werden. Von dort flieht Lassie jedoch und läuft erneut zum Friedhof. Der Friedhofsaufseher Brown sucht gemeinsam mit seiner Tochter Susan, John und dessen Sohn, dem Jura-Studenten William, nach einer Möglichkeit, Lassie vor dem übereifrigen Sergeant Davie zu bewahren. Eines Tages nehmen Davies Polizisten Lassie in Gewahrsam; John bekommt wegen der nicht bezahlten Lizenz eine Vorladung vor Gericht. Sogleich legen John und William Einspruch ein und suchen in der ihnen verbleibenden Frist nach einer Möglichkeit, Lassie zu retten. Nach mehrtägigem Verschwinden taucht Lassie erneut am Friedhof auf; der Pastor rettet sie vor Davies erneutem Zugriff.
Als der Oberste Richter kurz davor ist, Lassies Todesurteil auszusprechen, betreten die Kinder der Stadt den Gerichtssaal mit den 12 Schilling, die sie für Lassie gesammelt haben. Er versucht zu erklären, dass Lassie dennoch getötet werden müsse, da nur der Besitzer die Lizenz entrichten könne, scheitert jedoch an den bohrenden Nachfragen der Kinder. Als plötzlich das Abendsignal ertönt und Lassie hektisch aus dem Gerichtssaal flieht, um zum Friedhof zu gelangen, bekräftigt dies den Richter in seiner Haltung, dass das Urteil zu vollstrecken sei. John führt das Gericht zu der an Jocks Grab wachenden Lassie, um es von der Ungefährlichkeit der Colliehündin zu überzeugen. Nach Rücksprache mit seinen Kollegen verleiht der Lord Provost Lassie schließlich die Ehrenbürgerschaft der Stadt Edinburgh, sodass sie von der Lizenz befreit ist und weiterhin Jocks Grab besuchen kann.

## Synchronisation
Die deutsche Fassung des Films hat folgende Synchronsprecher:
| Rolle          | Darsteller    | Synchronsprecher |
| -------------- | ------------- | ---------------- |
| John Traill    | Edmund Gwenn  | Klaus Miedel     |
| 'Jock' Gray    | Donald Crisp  | Gerd Holtenau    |
| Sgt. Davie     | Reginald Owen | Hans W. Hamacher |
| James Brown    | Alan Webb     | Eckart Dux       |
| Lord Provost   | Alan Napier   | Eric Vaessen     |
| William Traill | Ross Ford     | Lutz Riedel      |

## Kritiken
„1859 spielende abenteuerlich-amüsante Tiergeschichte mit einigen sentimentalen Effekten und satirischen Seitenhieben auf städtische Vorschriften und bürgerliche Ordnungsliebe.“